# Примштал
Примштал (словен. Primštal) — поселення в общині Требнє, регіон Південно-Східна Словенія, Словенія.